# Енн Геррант
Енн Герран, також відома як Мона Енн Герран (англ. Mona Anne Guerrant) — американська професійна тенісистка у відставці, підприємиця з нерухомості, меценатка. Піонерка прав жінок у спорті, співзасновниця Жіночої тенісної асоціації разом з Біллі Джин Кінг, співзасновниця фонду «Guerrant», що надає мікрокредити жінкам та їх родинам у фавелах Ріо-де-Жанейро. Авторка книги «Як бути багатшою за своїх батьків» про фінанси для старшокласників та молоді.

## Життєпис
Виросла в Айові-Сіті, штат Айова, у великій родині, де виховувалося 7 дітей. З дитинства займалася спортом.

## Тенісистка
Була володаркою чотирьох одиночних титулів у Портленді, Південна Флорида, а також у Веллінгтоні та Окленді, Нова Зеландія. Виграла багато титулів у парному розряді у професійному турі з кількома різними партнерками, включаючи Ен Кійомуру та Керрі Рід, з якими виграла парний титул на відкритому чемпіонаті Австралії в 1977 році. У жіночому парному та змішаному парному розряді вона виділялася у світовій командній тенісній команді та була частиною жіночої парної команди №1 у Лізі з Біллі Джин Кінг у 1975 році та командою №1 у змішаному парному розряді з Рос Кейсом у 1978 році. Енн Герран вийшла з професійного туру в 1980 році, і з тих пір вона також виграла один світовий та 14 вікових груп Національний чемпіонат одиночного розряду станом на 2016 рік.

## Піонерка фемінізму в спорті
Хоча Енн Герран була однією з найкращих місцевих бейсболісток уже в 10 років, їй не дозволили грати в бейсбол Малої ліги через її стать. Шукаючи альтернативний вид спорту, відкритий для дівчат, один з братів показав їй, як грати в теніс. Коли Герран виграла свій перший турнір, її знайшов тренер Дон Клоц. Клоц навчав її безкоштовно до 18 років до коледжу. Поки Герран навчалась у середній школі міста Айова, для дівчат взагалі не було занять спортом. Будучи в молодшій школі, Герран пішла до місцевої шкільної ради і склала справу для жіночої команди з тенісу. Вона набрала всі п’ять голосів. У школі з’явилася жіноча збірна команда з тенісу, і Герран двічі вигравала державний турнір середньої школи. Вона отримала академічну стипендію в коледжі Роллінз у Флориді, де грала в універсальний теніс. Жіночий професійний тенісний тур тільки починався, коли вона закінчила навчання з дипломом з поведінкових наук і вирішила спробувати професійний тур, поки не закінчаться гроші.
Енн Герран була однією із засновниць Жіночої тенісної асоціації разом із Біллі Джин Кінг та іншими піонерками прав жінок. Вона була головою Рейтингового комітету і допомагала впровадити першу систему ранжування, створену комп’ютером, до жіночого турніру. Жіночий теніс був яскраво вираженим проявом прогресу жіночого руху «Ліб» 1970-х. Натовп зростав, призові гроші постійно збільшувались, і жінки завойовували дедалі більше поваги як спортсменки і як люди.
Енн Герран живе в Гілберті, штат Аризона, зі своїм чоловіком Террі Герраном, з яким одружилася у 1975 році. У них один син, Даніель Герран. Геррани були підприємцями, що займаються інвестиціями в нерухомість, з 1976 року до виходу на пенсію в 2005 році.

## Благодійність
Граючи в професійному турі та подорожуючи світом, Герран побачила бідність, особливо фавели (нетрі) Ріо-де-Жанейро, Бразилія. Вона вирішила допомогти цим збіднілим людям, але не знала ефективного способу, поки не поїхала в 2005 році до Індії з чоловіком. Вони відвідали програму мікрокредитування в невеликому селі грязьових хатин і на власні очі побачили, що можуть зробити невеликі позики в розмірі 40–350 доларів для перетворення села.
Побачивши надзвичайну бідність та вражаючі результати підприємницької діяльності, яких жінки досягли, беручи та повертаючи невеликі позики, подружжя вирішило, що мікрокредитування є найкращим способом досягнення довготривалої зміни. Наприкінці 2005 року вони створили Guerrant Foundation, Inc. Фонд «Guerrant» допомагає жінкам та сім'ям покращувати своє життя за допомогою невеликих позик для відкриття власного бізнесу. Відсотки за цими невеликими позиками покривають адміністративні витрати, а погашена основна сума позичається знову і знову в нескінченному циклі процвітання.
Фонд «Guerrant» покращує життя найбідніших людей у світі. Фінальною подією Фонду є командна подія «Битва статей», яка включає чотири подвійні поєдинки між 8 чоловіками та 8 жінками. Вона проводиться щороку в листопаді у Феніксі, штат Аризона.